# Lizy-sur-Ourcq
Lizy-sur-Ourcq és un municipi francès, situat al departament de Sena i Marne i a la regió de Illa de França. L'any 2007 tenia 3.449 habitants.
Forma part del cantó de La Ferté-sous-Jouarre, del districte de Meaux i de la Comunitat de comunes del Pays de l'Ourcq.

## Demografia

### Població
El 2007 la població de fet de Lizy-sur-Ourcq era de 3.449 persones. Hi havia 1.316 famílies, de les quals 396 eren unipersonals (184 homes vivint sols i 212 dones vivint soles), 332 parelles sense fills, 420 parelles amb fills i 168 famílies monoparentals amb fills.
La població ha evolucionat segons el següent gràfic:
Habitants censats

### Habitatges
El 2007 hi havia 1.483 habitatges, 1.344 eren l'habitatge principal de la família, 15 eren segones residències i 123 estaven desocupats. 585 eren cases i 887 eren apartaments. Dels 1.344 habitatges principals, 518 estaven ocupats pels seus propietaris, 783 estaven llogats i ocupats pels llogaters i 43 estaven cedits a títol gratuït; 68 tenien una cambra, 180 en tenien dues, 371 en tenien tres, 350 en tenien quatre i 375 en tenien cinc o més. 605 habitatges disposaven pel capbaix d'una plaça de pàrquing. A 682 habitatges hi havia un automòbil i a 360 n'hi havia dos o més.

### Piràmide de població
La piràmide de població per edats i sexe el 2009 era:
| Homes | Edats   | Dones |
| ----- | ------- | ----- |
| 0     | 95 o +  | 0     |
| 0     | 90 a 94 | 4     |
| 8     | 85 a 89 | 20    |
| 4     | 80 a 84 | 12    |
| 36    | 75 a 79 | 40    |
| 40    | 70 a 74 | 52    |
| 28    | 65 a 69 | 68    |
| 60    | 60 a 64 | 64    |
| 100   | 55 a 59 | 68    |
| 108   | 50 a 54 | 120   |
| 136   | 45 a 49 | 116   |
| 72    | 40 a 44 | 92    |
| 164   | 35 a 39 | 108   |
| 116   | 30 a 34 | 140   |
| 176   | 25 a 29 | 152   |
| 152   | 20 a 24 | 156   |
| 88    | 15 a 19 | 128   |
| 144   | 10 a 14 | 116   |
| 164   | 5 a 9   | 124   |
| 96    | 0 a 4   | 140   |

## Economia
El 2007 la població en edat de treballar era de 2.210 persones, 1.626 eren actives i 584 eren inactives. De les 1.626 persones actives 1.455 estaven ocupades (819 homes i 636 dones) i 171 estaven aturades (75 homes i 96 dones). De les 584 persones inactives 175 estaven jubilades, 180 estaven estudiant i 229 estaven classificades com a «altres inactius».

### Ingressos
El 2009 a Lizy-sur-Ourcq hi havia 1.416 unitats fiscals que integraven 3.607,5 persones, la mediana anual d'ingressos fiscals per persona era de 15.662 €.

### Activitats econòmiques
Dels 208 establiments que hi havia el 2007, 5 eren d'empreses extractives, 2 d'empreses alimentàries, 3 d'empreses de fabricació de material elèctric, 12 d'empreses de fabricació d'altres productes industrials, 29 d'empreses de construcció, 53 d'empreses de comerç i reparació d'automòbils, 9 d'empreses de transport, 15 d'empreses d'hostatgeria i restauració, 18 d'empreses financeres, 10 d'empreses immobiliàries, 9 d'empreses de serveis, 31 d'entitats de l'administració pública i 12 d'empreses classificades com a «altres activitats de serveis».
Dels 59 establiments de servei als particulars que hi havia el 2009, 1 era una oficina d'administració d'Hisenda pública, 1 gendarmeria, 1 oficina de correu, 5 oficines bancàries, 1 funerària, 5 tallers de reparació d'automòbils i de material agrícola, 3 autoescoles, 3 paletes, 2 guixaires pintors, 6 fusteries, 10 lampisteries, 5 electricistes, 3 perruqueries, 8 restaurants, 3 agències immobiliàries i 2 tintoreries.
Dels 20 establiments comercials que hi havia el 2009, 2 eren supermercats, 3 botiges de menys de 120 m², 3 fleques, 1 una fleca, 1 una carnisseria, 2 llibreries, 1 una llibreria, 2 botigues d'equipament de la llar, 1 una botiga d'equipament de la llar, 1 una sabateria, 1 una botiga de mobles, 1 una botiga de material esportiu i 1 una joieria.
L'any 2000 a Lizy-sur-Ourcq hi havia 4 explotacions agrícoles.

## Equipaments sanitaris i escolars
El 2009 hi havia 2 farmàcies i 1 ambulància.
El 2009 hi havia 1 escola maternal i 2 escoles elementals. Lizy-sur-Ourcq disposava d'un col·legi d'educació secundària amb 473 alumnes.

## Poblacions més properes
El següent diagrama mostra les poblacions més properes.